# Ana Mei
Ana Mei (São Paulo, 3 de maio de 1993) é uma quadrinista e ilustradora brasileira autista.
Entre seus principais quadrinhos estão “Bad Habbit” (2018),   “Insônia” (2019), lançada na Feira Des.gráfica no MIS Museu da Imagem e Som, 
 “Cordélia” (2020) e “Mulheres e Quadrinhos” da editora Skript (2020), que reuniu mais de 100 mulheres em uma única coletânea, vencedora do Prêmio HQ Mix em duas categorias: Publicação MIX e Livro teórico.  